# Генрих I (князь Брауншвейг-Люнебурга)
Генрих I Брауншвейг-Люнебургский, также известен как Генрих Средний (нем. Heinrich der Mittlere, Herzog zu Braunschweig-Lüneburg; 1468, Люнебург — 19 февраля 1532, Винхаузен) — герцог Брауншвейг-Люнебургский и князь Люнебургский из династии Вельфов (1478—1520).

## Биография
Старший сын Оттона V (1439—1471), герцога Брауншвейг-Люнебурга (1464—1471), и Анны Нассау-Дилленбургской (1460—1514), дочери графа Иоганна IV Нассау-Дилленбургского.
Его отец скончался в 1471 году, когда Генриху было всего три года. Первоначально княжеством управлял его дед, Фридрих Благочестивый (1418—1478), который ранее отрекся от престола и удалился в монастырь. В 1478 году после смерти Фридриха регентство в княжестве перешло к Анне Нассау-Дилленбургской, матери Генриха. Самостоятельно править Генрих начал только в 1486 году.
Генрих Брауншвейг-Люнебургский был известен своей расточительностью — он расходовал деньги на поддержание своего двора, но и на укрепление своей власти в княжестве (в первую очередь через ограничение прав крупнейшего города герцогства — Люнебурга) и территориальную экспансию (для доступа к Северному морю через захват графства Хойя и Восточной Фрисландии. Попытки реализации этих планов вызвали в 1516 году конфликт герцога Генриха Брауншвейг-Люнебургского с Габсбургами.
Генрих сотрудничал с Францией и даже поддержал кандидатуру французского короля Франциска I во время избрания нового императора Священной Римской империи. Против Генриха также выступили его родственники, владельные князья соседних земель в составе Брауншвейгского герцогства, Генрих II Младший, герцог Вольфенбюттельский (1489—1568), и Эрих I Старший, князь Брауншвейг-Каленбергский (1470—1540). В 1519 году в битве при Зольтау Генрих и его союзник — князь-епископ Хильдесхайма Иоганн IV Саксен-Лауэнбургский (1483—1547) нанесли поражение силами Генриха II и Эриха I. Но вскоре против Генриха выступил новоизбранный император Священной Римской империи Карл V Габсбург. В 1520 году под давлением императора Генрих был вынужден бежать во Францию, оставив руководство княжеством и огромные долги своим сыновьям Оттону и Эрнсту. Братья Оттон и Эрнст стали совместно управлять люнебургским княжеством. В 1527 году Генрих попытался восстановить свою власть в княжестве, рассчитывая на поддержку католиков, находившихся в оппозиции его сыновьям Оттону и Эрнсту, принявшим лютеранство. После неудачи Генрих вторично удалиться ко двору французского короля. В 1529 году Генрих вторично вернулся в своё княжество, но на этот раз без политических амбиций. Последние дни своей жизни он провел в княжеской резиденции в Люнебурге, которую ему передал его старший сын.
19 февраля 1532 года Генрих Брауншвейг-Люнебургский скончался в Винхаузене и был похоронен а церкви Святой Марии в монастыре Винхаузена.

## Браки и дети

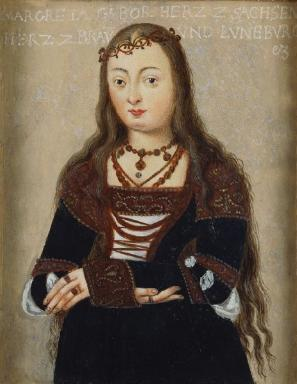
Маргарита Саксонская, первая жена Генриха Брауншвейг-Люнебургского

Генрих I был дважды женат. 27 февраля 1487 года он женился на принцессе Маргарите Саксонской (4 августа 1469 — 7 декабря 1528), младшей дочери курфюрста Эрнста Саксонского и Елизаветы Баварской. У них было несколько детей:
- Анна (род. 7 марта), умерла в детстве
- Елизавета Брауншвейг-Люнебургская[нем.] (11 сентября 1494 — 2 апреля 1572), жена с 1519 года герцога Карла Гельдернского (1467—1538)
- Оттон I (24 августа 1495 — 11 августа 1549), князь Люнебургский (1520—1527) и Харбургский (1527—1549)
- Эрнест I Исповедник (26 июня 1497 — 11 января 1546), князь Люнебургский (1520—1546)
- Аполлония (8 марта 1499 — 31 августа 1571)
- Анна Брауншвейг-Люнебургская[нем.] (6 декабря 1502 — 6 ноября 1568), муж с 1525 года западно-поморский герцог Барним IX Благочестивый (1501—1573)
- Франц (23 ноября 1508 — 23 ноября 1549), князь Люнебургский (1536—1539) и Гифхорнский (1539—1549)

В 1528 году Генрих вторично женился на своей любовнице Анне фон Кампе, от связи с которой у него было два сына:
- Генрих (умер в плену в Целле)
- Франц Генрих, погиб во время Религиозных войн во Франции.